# Beránek (Voleč)
Rybník Beránek se nalézá asi 1 km západně od centra obce Voleč v okrese Pardubice při silnici I/36 vedoucí z Pardubic do Chlumce nad Cidlinou. Rybník Beránek je jedním ze čtyř rybníků v obci. Rybník je využíván pro chov ryb.

## Galerie

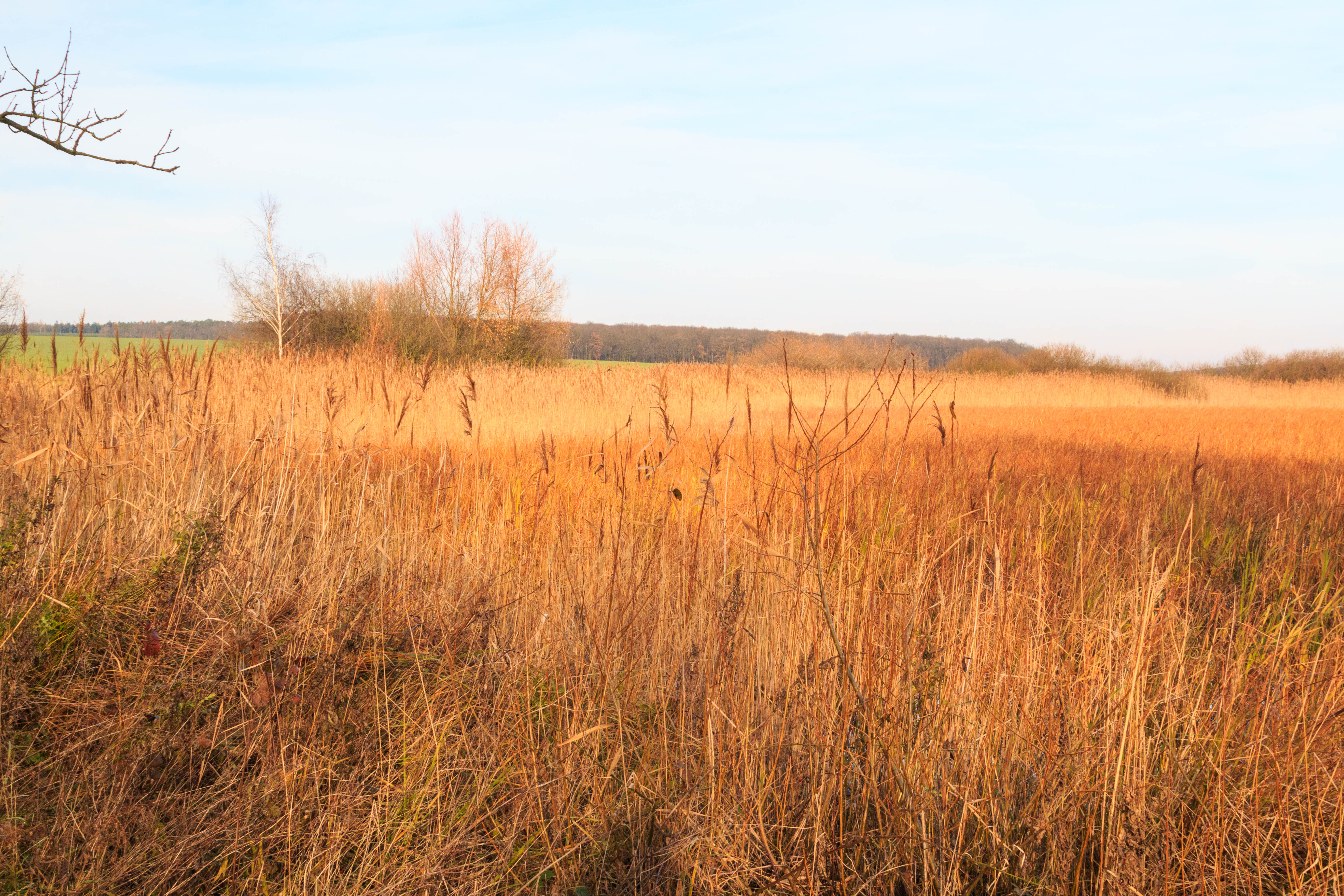
Rybník Beránek u Volče
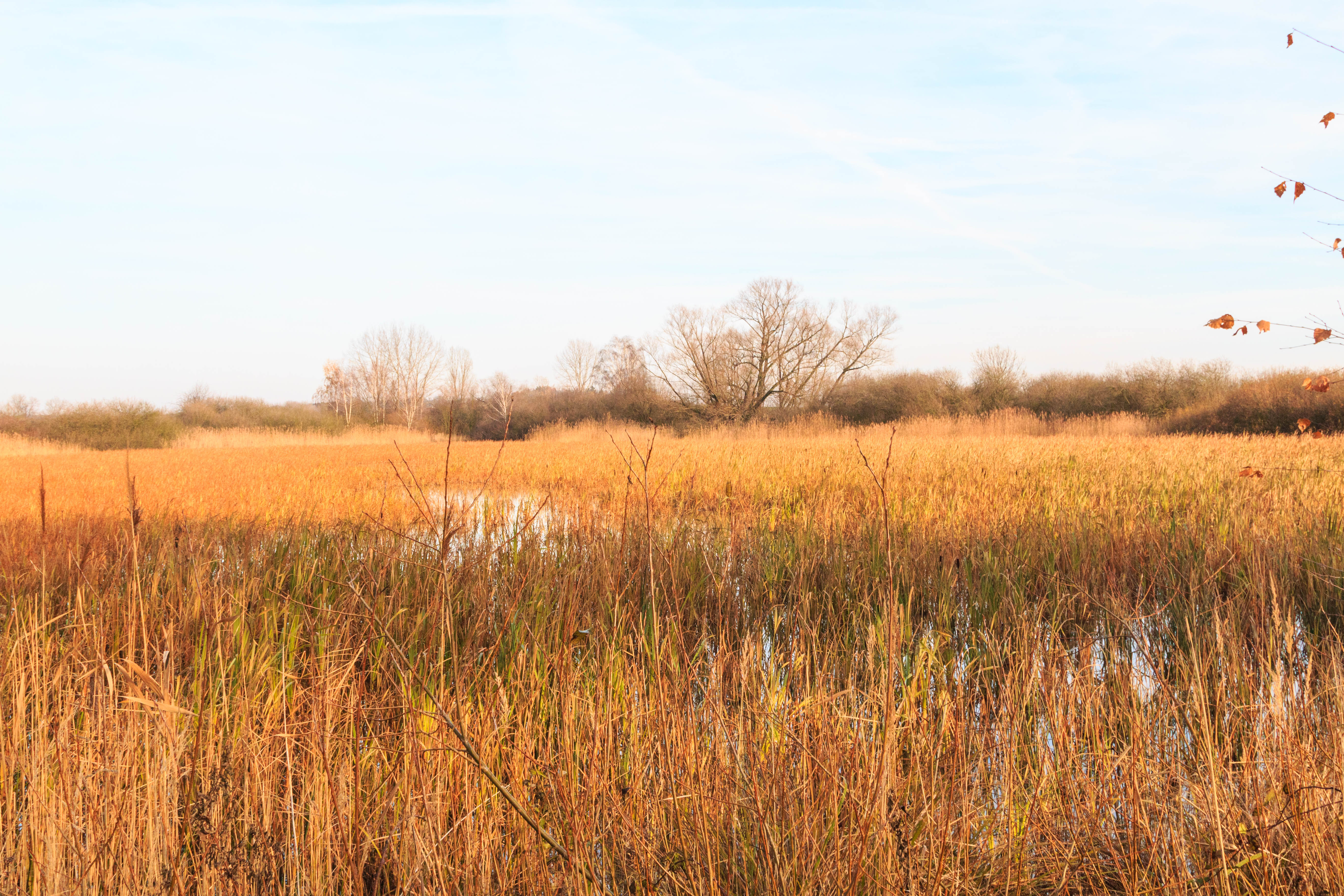
Rybník Beránek u Volče
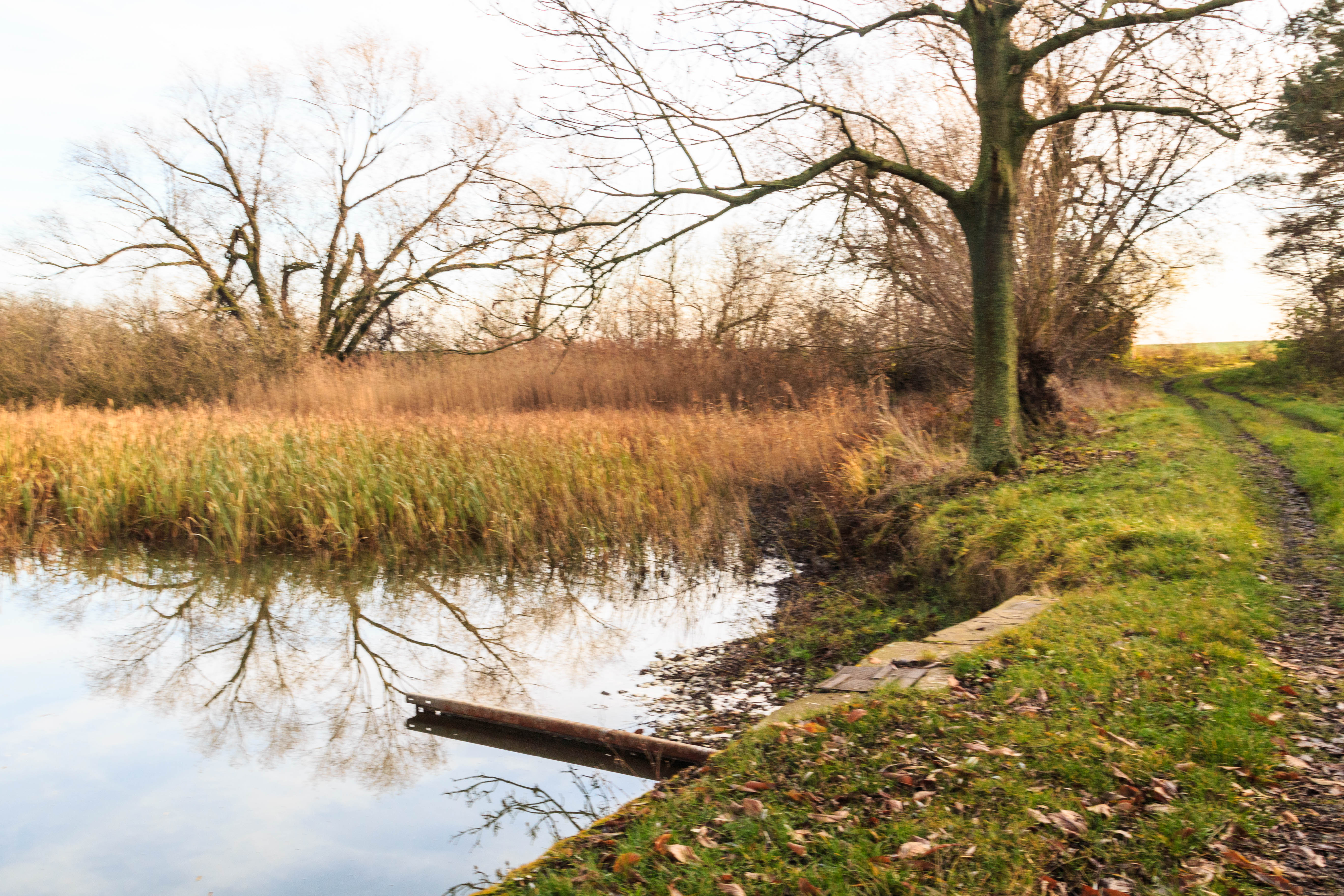
Rybník Beránek u Volče